# Bola (humorista)
Marcos Chiesa Birquenkisy  (São Paulo, 24 de junho de 1967), mais conhecido como Bola, é um biólogo, radialista, humorista, empresário, produtor e youtuber brasileiro, que alcançou notoriedade em virtude do programa radiofônico Pânico (Rádio Jovem Pan) e através dos programas televisivos Pânico na TV (RedeTV!) e Pânico na Band (Rede Bandeirantes). Atualmente, apresenta o podcast Ticaracaticast, ao lado de Carioca Márvio Lúcio. Bola também fez transmissões do Campeonato Paulista de Futebol, através do Portal R7 e da plataforma de streaming PlayPlus.

## Biografia

### Início em Rádio
Chiesa começou trabalhar em rádio em 1985, através da equipe de promoção da Rádio Transamérica, munícipio de São Paulo, distribuindo camisetas, adesivos, ingressos e diversos brindes. Isso ocorreu sem muita pretensão, durante o período de férias do curso de Biologia da Universidade de Santo Amaro, pela qual se formou mais tarde. Posteriormente, Marcos começou a se fixar na equipe de promoção, sendo motorista da Kombi que transportava os brindes.
Inicialmente, Bola não recebia salário, ia somente por diversão com amigos e ficou por um ano fazendo essa função. Depois foi contratado pela Transámerica e ficou cerca de 2 anos. Em seguida, transfere-se para a Rádio Cidade FM (atual BandNews FM São Paulo), sendo ainda  membro da equipe de promoção e distribuição de brindes, ficando por mais dois anos. Em 1990, Marcos Chiesa conhecido pelo pseudônimo de Bola, chega a Jovem Pan FM, sendo a terceira rádio na qual ele exerceu a função de distribuição de brindes para os ouvintes.
Em fevereiro de 1993, Bola desceu para almoçar e encontrou Maestro Billy e Marcelo Batista na Avenida Paulista, entrevistando as pessoas, enquanto Emilio Surita ficava nos estúdios da Rádio Jovem Pan FM. Nessa época o Programa Pânico na rádio não tinha a intenção de ser engraçado o tempo todo, também debatendo temas sérios. Billy e Batista entrevistaram o Bola e os integrantes do programa o acharam muito engraçado por conta de suas falas em uma entrevista ao vivo.
As participações esporádicas aconteciam sempre que possível, ele dizia alguma coisa e ia embora fazer seu serviço na equipe de promoção. Posteriormente, Antônio Augusto Amaral de Carvalho Filho, conhecido como Tutinha, designa que Bola deixaria de fazer parte da equipe de promoção e iniciaria suas participações dentro do Pânico como membro fixo.

### Televisão
Marcos Chiesa trabalhou como humorista nos programas Ratinho Livre, na Record, e Programa do Ratinho, no SBT. Bola também fez parte do programa Caldeirão do Huck, apresentado por Luciano Huck, em que era comentarista e interagia com o público. Ganhou notoriedade na televisão através do humorístico Pânico na TV, exibido pela RedeTV!, que estreiou em setembro de 2003. Continou no Pânico na Band, na Rede Bandeirantes, atração que existiu de 2012 a 2017.

#### Pânico na TV
Durante o programa Pânico na TV, Marcos Chiesa desempenhou diversas funções dentro do programa, uma delas era contar os finais do filmes que seriam exibidos no Domingo Maior e Tela Quente, da TV Globo, e dos filmes exibidos pelo SBT.
Bola fez diversos quadros, dentre eles, o Bola Visita, que era uma paródia do Gordo Visita de João Gordo. Geralmente não era atendido pelas celebridades, porém, conseguiu visitar a casa de Chiquinho Scarpa. Um dos mais famosos foi o 5 maneiras. Em uns dos episódios, Bola foi colocado dentro do caixão que estava pegando fogo, e em uma outra ocasião, teve que ficar dentro de uma betoneira com cimento e pedras, tendo sofrido com queimaduras em sua pele.

#### Saída do Pânico
O Pânico na Band teve seu último episódio exibido em dezembro de 2017, tendo Bola seguido no elenco da Jovem Pan. Porém, com a mudança de estilo do Pânico na Rádio, Marcos anunciou, em 5 de março de 2018, sua saída oficial, após 25 anos. Apenas Bola e Emilio Surita eram os integrantes do programa desde o seu inicio.

### Trabalhos após o Pânico
Em agosto de 2018, assume juntamente com Carlos Alberto da Silva (Carlinhos) o programa "Bola, vai no meu lugar?", produzido para o aplicativo PlayPlus da RecordTV. No mesmo ano, foi jurado do talent show Canta Comigo Especial, que foi um especial do programa de fim de ano, com os jurados sendo os funcionários da Record.
Em junho de 2021, em parceria com Márvio Lúcio (Carioca), passou a apresentar o podcast "Ticaracaticast". Com o estúdio em São Paulo, o Ticaracaticast tem como objetivo bate-papos descontraídos, indo ao ar toda terça e quinta.
Em dezembro de 2021, Bola foi contratado pelo Grupo Record para integrar a equipe de transmissão do Campeonato Paulista de Futebol de 2022, atuando como comentarista ao lado de seu amigo Márvio Lucio; a cobertura também contava com Sílvio Luiz, Zé Luiz e Márcio Canuto. Bola também participou das transmissões do Paulistão 2024, através do R7 e PlayPlus.

## Filmografia

### Televisão
| Ano       | Título                 | Cargo              | Notas                 |
| --------- | ---------------------- | ------------------ | --------------------- |
| 1997–1998 | Ratinho Livre          | Produtor           |                       |
| 2000–02   | Caldeirão do Huck      | Comentarista       |                       |
| 2001      | O Clone                | Ele Mesmo          | Participação Especial |
| 2003–2011 | Pânico na TV           | Vários personagens |                       |
| 2011      | Adnet ao Vivo          | Ele mesmo          |                       |
| 2012–2017 | Pânico na Band         | Vários personagens | [ 23 ]                |
| 2018      | Canta Comigo           | Jurado             |                       |
| 2018      | Bola, vai no meu lugar | Ele mesmo          | [ 17 ]                |

### Internet
| Ano           | Título             | Cargo        |
| ------------- | ------------------ | ------------ |
| 2018—2020     | Bola Marcos Chiesa | Apresentador |
| 2021—presente | Ticaracaticast     | Apresentador |

## Rádio
| Ano       | Título | Estação   |
| --------- | ------ | --------- |
| 1993–2018 | Pânico | Jovem Pan |